# لعبة أكشن-مغامرات

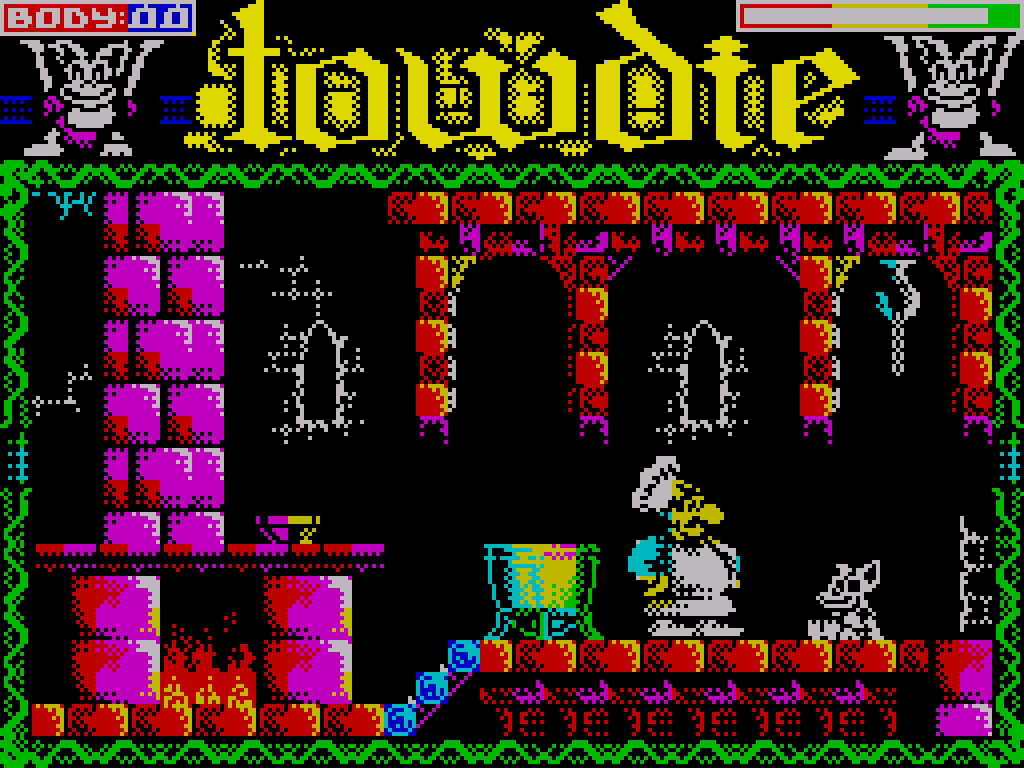

لعبة أكشن-مغامرات (بالإنجليزية: Action-Adventure game)‏، وهي نوع من الألعاب يدمج عناصر ألعاب الأكشن مع المغامرات والاستكشاف أو حل الألغاز. تتطلب الكثير من المهارات الموجودة في ألعاب الأكشن، ولكنها أيضا تقدم قصة، العديد من الشخصيات، نظام المخزون، الحوارات وغيرها من ميزات ألعاب المغامرة.

## ألعاب من هذا النوع
- أساسنز كريد
- أمير بلاد فارس
- بايونيتا